# Дагалайф (консул 461 г.)
Вижте пояснителната страница за други личности с името Дагалайф.
Флавий Дагалайф (на латински: Flavius Dagalaifus) e политик на Византийската империя.

## Биография
Дагалайф е син на Флавий Ареобинд (консул 434 г.). Той е женен за Годистеа, дъщеря на Ардабур (консул 447 г.) и внучка на Ардабурий Аспар, (консул 434 г.).
Дагалайф е баща на Ареобинд, (консул 506 г.), който се жени втори път през 479 г. за Аниция Юлиана, дъщеря на западноримския император Олибрий и Плацидия и през 512 г. е издигнат за антиимператор за един ден против Анастасий I.
Дагалайф е дядо на Флавий Олибрий Младши, (консул 491 г.) и на Дагалайф от първия брак на сина му.
През 461 г. Дагалайф става консул с колега Флавий Северин.